# Lantschchuti

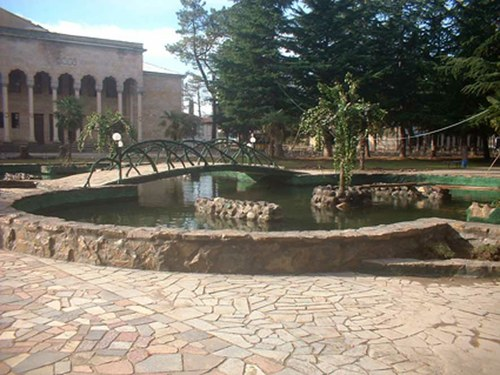
Platz in Lantschchuti

Lantschchuti (georgisch ლანჩხუთი) ist eine Stadt im Westen Georgiens.

## Geografische Lage
Lantschchuti liegt in der Region Gurien etwa 230 Kilometer Luftlinie westlich der Hauptstadt Tbilissi und knapp 20 Kilometer nördlich der Regionshauptstadt Osurgeti, von der es durch einen über 500 m hohen Bergzug getrennt ist. Von der Küste des Schwarzen Meeres ist Lantschchuti etwa 25 Kilometer entfernt. Die Stadt hat 6395 Einwohner (2014). Sie ist Verwaltungssitz der Munizipalität Lantschchuti.

## Geschichte
1883 erhielt Lantschchuti einen Bahnhof an der Bahnstrecke Poti/Batumi–Baku. In der Sowjetunion wurde Lantschchuti zum Zentrum der Landwirtschaft in der südlichen Kolchisniederung ausgebaut und erhielt in den 1930er-Jahren den Status einer Siedlung städtischen Typs. 1961 wurden ihm die Stadtrechte verliehen.
Einwohnerentwicklung
| Jahr | Einwohner |
| ---- | --------- |
| 1959 | 6738      |
| 1970 | 7837      |
| 1979 | 6506      |
| 1989 | 9021      |
| 2002 | 7849      |
| 2014 | 6395      |

Anmerkung: Volkszählungsdaten

## Wirtschaft
Hauptwirtschaftszweig ist die Lebensmittelverarbeitung (Tee, Fleisch- und Molkereierzeugnisse, Konserven).

## Verkehr
Durch Lantschchuti führen die Fernstraße von Samtredia nach Batumi sowie die Eisenbahnstrecke Batumi–Tbilissi–Baku.

## Sport
Lantschchuti beheimatet den Fußballverein FC Guria Lantschchuti, der 1987 in der höchsten Spielklasse der Sowjetunion, der Wysschaja Liga, vertreten war.

## Söhne und Töchter des Ortes
- Noe Schordania (1868–1953), Journalist und Politiker, Premierminister der Demokratischen Republik Georgien 1918–1921
- Wachtang Blagidse (* 1954), Ringer, Olympiasieger 1980 und mehrfacher Weltmeister

## Städtepartnerschaften
Cody, Wyoming, Vereinigte Staaten